# VIH y sida en España

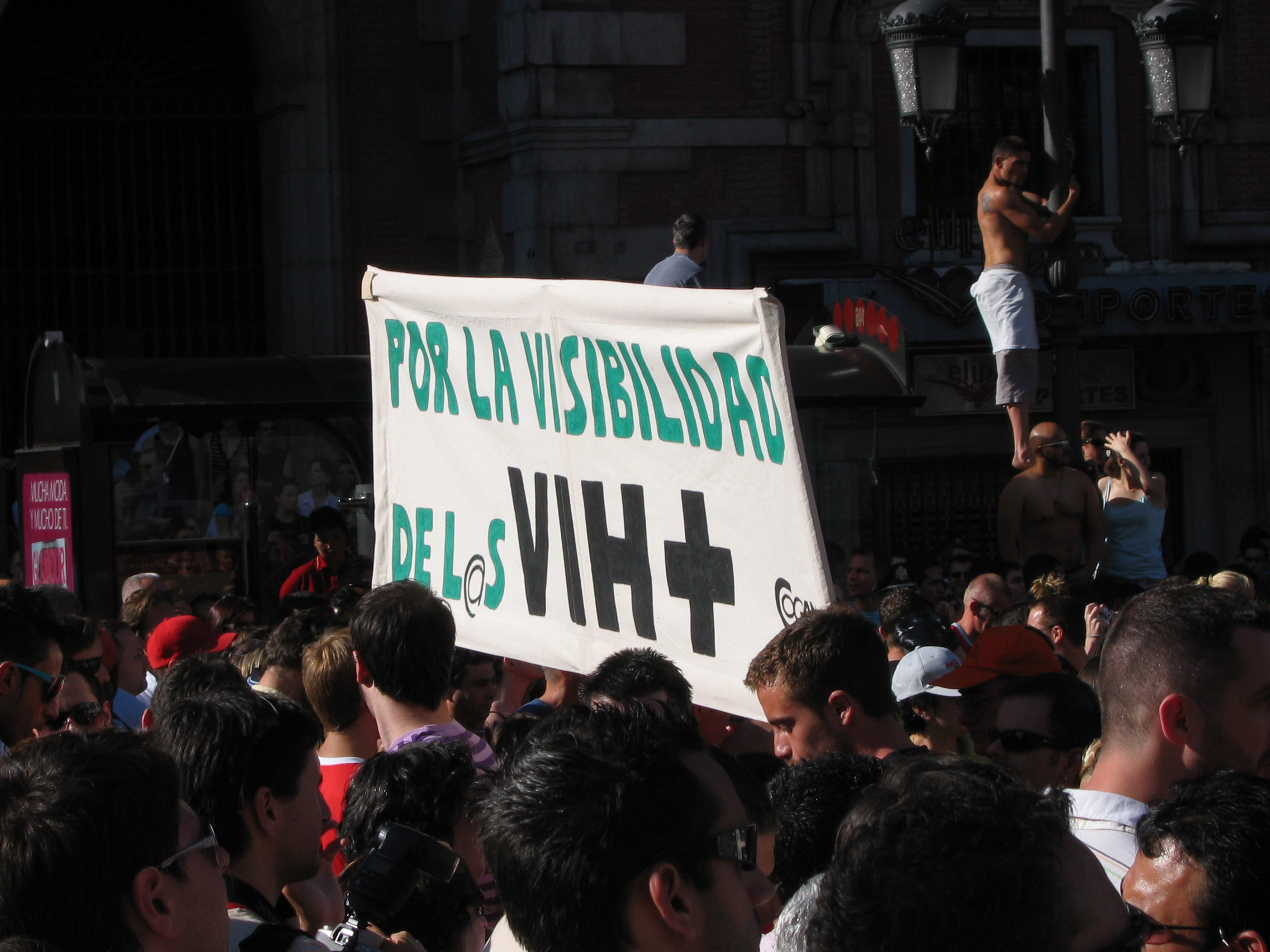
Pancarta con el lema «Por la visibilidad de l@s VIH+» en la manifestación del Orgullo de Madrid en 2007.

El VIH y sida aparecieron por primera vez en España en la década de 1980. Inicialmente, la falta de educación sexual y la ausencia de campañas de prevención específicamente dirigidas a grupos de riesgo, así como los prejuicios existentes, contribuyeron a una tasa de mortalidad en torno al 50%. El grupo más grande que contrajo VIH y sida fueron los consumidores de drogas intravenosas. La aparición de la terapia antirretroviral y mejores pruebas de detección de VIH a mediados de la década de 1990 supuso que tener VIH y sida dejara de considerarse una sentencia de muerte. Para 2006, el número de casos de sida en España era inferior al número de diagnósticos de VIH. 

## Historia
El primer caso de VIH aparecido en España ocurrió en el Hospital Universitario Valle de Hebrón de Barcelona en octubre de 1981, en un hombre de 35 años sólo cuatro meses después de que se identificara el primer grupo de casos en Los Ángeles, Estados Unidos. El término sida se aplicó por primera vez a la enfermedad en España en 1982. El hombre se presentó en el hospital padeciendo sarcoma de Kaposi, dolores de cabeza, pérdida de peso, pérdida de apetito, hemiplejía y recuperándose de gonorrea. Mientras lo evaluaban, los médicos le realizaron una tomografía computarizada donde encontraron una masa de 3 centímetros en su cabeza. Le operaron para extirparlo, pero el paciente murió cuatro días después. La doctora Carmen Navarro, patóloga del hospital, era consciente de la situación en Estados Unidos y solicitó una muestra de tejido de la masa extirpada, ya que nunca antes había visto una presentación de sarcoma de Kaposi. Tras examinar el tejido, comprobó que no se trataba de una metástasis, como se sospechaba, sino de una infección por el parásito Toxoplasma, una enfermedad que se consideraba casi exclusiva del recién nacido. Está fue la primera vez que se relacionó el sida con la toxoplasmosis. Además, compararon la historia del hombre con la historia conocida de pacientes en los Estados Unidos y descubrieron que el hombre había viajado a la ciudad de Nueva York en 1974 y a Turquía en 1980, donde tuvo relaciones sexuales con otros hombres.
Pasaría casi un año y medio hasta que se descubriera en Madrid el primer caso de sida publicitado, con el Diario 16 publicando un artículo titulado «Primer homosexual con “cáncer gay” en Madrid», mientras El País llevaba el titular «Un nuevo caso del síndrome de inmunidad deficiente en Madrid» en junio de 1983. El caso fue descubierto en el Hospital Clínico de San Carlos. Se trataba de un hombre homosexual que había estado recibiendo tratamiento por un dermatólogo por el sarcoma de Kaposi. A mediados de mayo de 1983, el Ministerio de Sanidad creó una comisión de seguimiento del sida. Uno de sus informes indicaba que se encontró un caso en Madrid un mes antes que los referenciados en junio de 1983 pero no se ofrecían detalles más allá de los existentes del caso.  En marzo de 1984, el número total de casos conocidos de sida en España se había disparado; el Instituto Nacional de la Salud (Insalud) informó ese mes que se descubrieron 20 casos, y cuatro pacientes sucumbieron a la enfermedad, de los cuales dos eran hemofílicos.
Felipe González, líder del PSOE, se convirtió en presidente de España tras las elecciones generales de 1982.  Esto fue al mismo tiempo que la epidemia del VIH y sida comenzaba a afectar al país, y su gobierno no respondió bien a la crisis. Las acciones (y ausencia de acciones) del gobierno crearon un clima de miedo paralizante entre los homosexuales españoles con respecto a ser asociados con el virus.
El descubrimiento de la presencia del sida en Madrid creó un clima de miedo en varios lugares de socialización madrileña a mediados de los años 80. Tenían miedo de contraer sida en los bares por cosas como compartir bebidas con otras personas. Esta situación también creó más homofobia como resultado de la asociación cultural entre el VIH y los homosexuales.
La situación respecto al VIH y el sida era desoladora en España a principios de los años 90, especialmente en comparación con otros países europeos de la época. Lo terrible de la situación iba más allá del tratamiento para gais y lesbianas, e incluía a toda la población que padecía VIH y sida. En ese momento, España tenía una de las tasas de transmisión más altas de Europa: aproximadamente el 60% de los casos nuevos en 1993 eran usuarios de drogas intravenosas. La crisis del sida se amplificó en este período porque España carecía de cualquier tipo de educación sexual.
Si bien la respuesta inicial en España implicó establecer un sistema de monitorización tanto nacional como regional, estableciendo procedimientos médicos para tratar el VIH basados en la mejor evidencia de expertos en Medicina, este tratamiento se centró en las necesidades de los profesionales médicos y en mantenerlos seguros. No fue un enfoque centrado en el paciente. Los pacientes a menudo estaban aislados en habitaciones, sin contacto regular con el mundo exterior.
La tasa de mortalidad en los primeros años de la epidemia rozó el 50%, lo que hizo intensificar más el clima de miedo en torno al virus por parte de múltiples sectores de la sociedad española, incluida la población general, los médicos y los facultativos. La respuesta de la comunidad médica en los hospitales públicos fue en muchos casos etiquetar los historiales y las camas de las personas con VIH con pegatinas de puntos rojos, para que todos supieran que el paciente tenía VIH o sida. Pasarían años antes de que terminara esta práctica de etiquetar las tablas y las camas con pegatinas rojas.
Paralelamente, la respuesta a la epidemia en desarrollo en España no implicó buscar formas de reducir las tasas de transmisión en grupos de alto riesgo. Esto fue en parte resultado de la presión de la Iglesia católica, que se opuso a que el gobierno distribuyera condones o facilitara el acceso a ellos, temiendo que alentaría a los adolescentes a tener relaciones sexuales entre ellos porque creían que podían hacerlo de manera segura. La Iglesia también se opuso a un acercamiento específico a hombres homosexuales por motivos morales. La Iglesia utilizó medios de comunicación para expresar su oposición a las medidas preventivas de la propagación del VIH, además de abogar contra tales medidas en la legislatura nacional, así como en las legislaturas regionales y municipales. La Iglesia también acudió a los tribunales cuando fue necesario para intentar prohibir medidas preventivas para reducir la tasa de transmisión del VIH en España. Un ejemplo fue cuando los obispos españoles en noviembre de 1990 criticaron una campaña gubernamental de prevención del sida que llevaba el lema «Póntelo, pónselo», alegando que fomentaba la promiscuidad, lo que provocaría sida y a su vez la muerte.
Fue también durante este período cuando las mujeres comenzaron a ser vistas no como víctimas del VIH y sida que necesitaban asistencia y tratamiento, sino como vectores primarios de transmisión, como portadoras del virus y no como personas. Cualquier intento de las mujeres de llamar la atención sobre su difícil situación se consideró negativo porque se interpretaba que desviaba la atención de la difícil situación de los hombres, mayoría de las víctimas del virus.
Los consumidores de drogas intravenosas, a pesar de ser el grupo más grande de personas que contrajeron el sida, también sufrieron debido a una falta de comprensión relacionada con sus problemas específicos y un enfoque gubernamental de que un drogadicto vivo era mejor que uno muerto.  La crisis de la heroína en España comenzó en la década de 1970 y continuó hasta bien entrada la década de 1990.  Muchos consumidores de heroína eran de clase trabajadora y tenían menos oportunidades educativas, y esos factores a menudo les daban un sentido de solidaridad como grupo en respuesta a las opiniones de la gente sobre ellos como las peores personas de la sociedad española. Parte de este sentimiento de solidaridad implicaba una tendencia a compartir intencionadamente agujas como parte de compartir la experiencia de drogarse. Los programas de las autoridades regionales y nacionales para tratar de frenar el consumo de heroína tenían a menudo como objetivo impedir el consumo de heroína entre los llamados burgueses. Esto alimentó aún más los sentimientos de solidaridad entre los usuarios de drogas intravenosas. En el contexto carcelario, compartir agujas era tan intencionado que los presos pagaban por las agujas usadas. Cuando el gobierno y otros iniciaron programas de intercambio de agujas para tratar de proporcionar agujas nuevas para tratar de prevenir la transmisión del sida a través de agujas usadas, muchos consumidores de drogas rechazaron agujas nuevas y continuaron compartiendo agujas usadas. A principios de la década de 1990, posiblemente en respuesta al riesgo de VIH y hepatitis C, el número de personas que se inyectaban heroína comenzó a disminuir y la gente optó por inhalarla.
En ocasiones, el gobierno de Felipe González utilizó la prevención y el tratamiento del sida como argumento para descentralizar los servicios gubernamentales, como la atención médica, hacia los gobiernos regionales y los municipios locales. A pesar de esto, la política y los procedimientos de tratamiento del sida estaban excesivamente centralizados y trataban a todas las víctimas como parte de un mismo grupo monolítico.
El sistema médico español había estado dominado durante mucho tiempo por hombres y muchas personas tenían cierto nivel de desconfianza hacia el mismo. La crisis del sida exasperó este problema durante el período de Felipe González, creando aún menos confianza en los médicos y el establishment médico español. La desconfianza era tal que muchas personas no confiaban en la información publicada por el gobierno como parte de sus campañas de prevención del sida. El seguimiento de los casos de VIH y sida en la década de 1980 lo realizaba el gobierno nacional semanalmente, a través del Boletín Epidemiológico Semanal (BES) de Vigilancia Epidemiológica del Instituto de Salud Carlos III, entidad dependiente del Ministerio de Sanidad y Consumo.  Publicaron dos informes especiales, uno en 1985 y otro en 1989.
El primer caso de VIH en La Rioja no se descubrió hasta 1986, casi cinco años después de que se detectara el primer caso en España. Si bien La Rioja fue una de las últimas regiones en detectar un caso de VIH y sida entre sus residentes, el Gobierno regional fue uno de los primeros en poner en marcha un programa de prevención con la creación en 1985 de un folleto de seis páginas por parte de la Consejería de Salud y Consumo titulado «¿Qué es el sida? Información básica sobre el Síndrome de Inmunodeficiencia Adquirida». Los registros de VIH y sida fueron creados en 1986 por los gobiernos regionales de Navarra y La Rioja. Serían los dos únicos gobiernos autonómicos que crearían este tipo de registros como forma de entender la pandemia del VIH en sus comunidades autónomas. En La Rioja, una de las funciones principales de los profesionales de la salud que trataban con pacientes con VIH y sida a finales de los años 80 y principios de los 90 era prepararlos para morir. Esto se debía a que durante este período, el VIH y sida todavía era en gran medida una sentencia de muerte debido al virus u otras complicaciones de salud relacionadas con él o por ser un drogadicto con el virus. Hasta 1998, la esperanza de vida de una persona en La Rioja que contraía VIH y sida era de dos a tres años tras su detección.
Al igual que en La Rioja, la epidemia afectó al resto de España en 1986, llenando rápidamente camas de hospitales en todo el país. El primer fármaco antirretroviral, Zidovudina (AZT), utilizado para tratar el virus comenzó a utilizarse en España en 1987, pero debido a sus altos niveles de toxicidad, hizo poco para ayudar a mejorar los resultados de salud de los pacientes con sida. Hubo otros problemas. El uso indicado en pacientes con sida era tan pronto como se detectara el virus. Citando razones de costos, el gobierno español a menudo retenía el AZT hasta que los pacientes estaban cerca de la muerte. Incluso cuando los pacientes desesperados se ofrecieron a pagar ellos mismos el AZT, el gobierno casi siempre les negó la posibilidad de acceder al mismo.  Seis años después del inicio de la epidemia, los pacientes todavía tenían pocos medicamentos que los ayudaran y la tasa de supervivencia seguía siendo terrible. El Hospital Universitario 12 de Octubre estuvo en la zona cero de la epidemia en Madrid. Según el Ministerio de Sanidad y Consumo en 1990, el sida le costaba al país 20 mil millones de pesetas al año. En 1990, algunos miembros del personal médico sugirieron que se les debería pagar más por trabajar con pacientes de sida debido al riesgo que implicaba contraer el virus. Algunos científicos realizaron una protesta en agosto de 1990 en Madrid argumentando que la especial atención que el gobierno estaba prestando al sida era excesiva y perjudicial para el tratamiento de otras enfermedades.
La Coordinadora de Frentes de Liberación Homosexual de Estado Español (COFLHEE) celebró su trigésima cuarta reunión en Barcelona en diciembre de 1985. El sida fue uno de los temas de su agenda, junto con cómo desarrollar una estrategia para combatir la transmisión del mismo dentro de su comunidad. COFLHEE consideró la falta de información sobre el virus y sus vectores de transmisión como parte de una campaña homofóbica por parte del gobierno, considerándola una nueva forma de puritanismo en apoyo de la heterosexualidad. A pesar de esto, las preocupaciones de COFLHEE eran menos sobre la prevención y más sobre cómo la epidemia de sida en desarrollo y la cobertura mediática en torno a ella aumentaron la homofobia dirigida a los hombres homosexuales.  En septiembre de 1986, la COFLHEE celebró en Madrid su trigésimo séptima reunión. Los miembros del grupo de derechos de los homosexuales habían comenzado a morir de VIH y sida y la percepción era que el gobierno estaba haciendo muy poco para ayudarlos y no estaba trabajando lo suficiente en los esfuerzos de prevención. En la publicación de su reunión se decía que la organización quería expresar «su preocupación por la inercia e improductividad de las Administraciones central y autonómicas en materia de prevención del sida». La reunión representó un cambio en el activismo, ya que fue el comienzo de que los activistas homosexuales se alejaran del miedo a la homofobia como resultado de la epidemia de sida hacia una participación activa en los esfuerzos de prevención y activismo en torno al tema. Las publicaciones dirigidas a hombres homosexuales también sufrieron un cambio: la mayoría de ellas tenían en el reverso de sus ediciones información sobre el sida y su prevención.
A finales de los años 80 y principios de los 90, las lesbianas que acudían a hacerse pruebas de VIH y sida eran a menudo objeto de acoso y abuso, y la gente las acusaba de desviar recursos de los hombres que tenían más probabilidades de tener VIH y sida; la opinión era que las lesbianas tenían cero riesgo de contraer el VIH ya que sus prácticas sexuales no eran sexo de verdad.  Las lesbianas con VIH no recibieron apoyo de los miembros de sus propias filas, con la creencia de que, si tenían VIH, deberían hacer uso de los recursos de las organizaciones anti-sida creadas a menudo para ayudar a las madres y los niños con VIH, y a aquellas que contrajeron el VIH como resultado de transfusiones de sangre
En España existía una contradicción en el sentido de que la mayor parte del discurso público sobre el sida en los años 80 giraba en torno a la homosexualidad, aunque dos tercios de los casos se originaban por el uso de drogas intravenosas. A partir de 1990, se empezó a prestar mayor atención al «sida heterosexual», es decir, víctimas del sida que mantenían relaciones heterosexuales y que podían contraer el sida como resultado de actividades no homosexuales con portadores tipo drogadictos, prostitutas, o madres con VIH.  En este caso, las personas en riesgo de contraer «sida heterosexual» generalmente hacían referencia a víctimas masculinas a pesar de que las mujeres eran mucho más vulnerables a contraer el virus y los hombres tenían más probabilidades de ser portadores. Algunos periódicos como El País en octubre de 1990 culparon a la infidelidad conyugal femenina ocasional como posible vector de transmisión.
Cataluña, País Vasco, Madrid y Baleares fueron las regiones más afectadas por la crisis del VIH en 1990.Cuando Barcelona fue elegida sede de los Juegos Olímpicos de Verano de 1992, la ciudad comenzó a promocionarse internacionalmente como un destino gay-friendly, destacando cosas como saunas, bares gais, bares de cuero y lugares para encontrar prostitutas. A pesar de que España tenía entonces una de las tasas de VIH más altas de Europa, esto nunca se mencionó en el material publicitario. Como resultado, los Juegos Olímpicos fomentaron un mayor turismo gay en España, y algunas guías de viajes gais destacaron lugares donde los hombres homosexuales podían encontrar oportunidades sexuales, incluyendo lugares como Madrid, Sitges, Benidorm y Ceuta, sin mencionar el riesgo de sida.
A principios de la década de 1990 en España, el sida todavía estaba fuertemente asociado con los consumidores de drogas y los homosexuales. Magic Johnson se convirtió en el primer atleta profesional importante en competir en los Juegos Olímpicos teniendo sida. Su participación ayudó a cambiar la cara del sida para muchos. El objetivo de Johnson al jugar era demostrar que se podían practicar deportes sin temor a transmitir el VIH o contraer el virus de un competidor positivo.
En 1992, por primera vez, el Instituto de la Mujer de Madrid publicó un informe sobre mujeres con VIH y sida. En 1993, el Dr. David Wright confirmó en Austin, Texas, el primer caso de transmisión del VIH de mujer a mujer como resultado de contacto sexual. Llegó a esta conclusión después de no descubrir otros posibles vectores de transmisión para una de las mujeres implicadas. Este incidente fue cubierto en los medios españoles por El País y Diario 16.
Hubo una serie de avances médicos sobre el VIH y sida que tuvieron lugar a finales de la década de 1990. Estos avances hicieron que la tasa de mortalidad de las personas con VIH y sida disminuyera considerablemente. Estos incluyeron la aprobación de un inhibidor de la proteasa para el VIH, una terapia antirretroviral de gran actividad y nuevos métodos de prueba del VIH. Para 2006, el número de casos de sida en España era inferior al número de diagnósticos de VIH. La introducción de los modernos tratamientos antirretrovirales en 1996 cambió el rostro de la epidemia en todo el país y en Madrid específicamente. Inicialmente, los tratamientos antirretrovirales modernos consistían en un tratamiento de tres medicamentos, pero eso cambiaría, facilitando aún más las cosas para las personas con VIH y sida. Este avance particular en 1996 significó que el VIH y el sida ya no eran una sentencia de muerte y las personas con VIH o sida podían comenzar a llevar una vida más normal.
A mediados de la década de 2000, el Instituto Carlos III firmó convenios con tres regiones, el País Vasco, Galicia y La Rioja para estudiar la adecuación de determinados fármacos utilizados para luchar contra el VIH y el sida y la prevalencia del VIH y sida en esas comunidades autónomas.
El perfil de las personas que adquirían el VIH en toda España había empezado a cambiar el inicio de la era Mariano Rajoy. La mayoría de los casos nuevos ya no implicaban a personas que contrajeron el virus como resultado del uso de drogas intravenosas y al compartir agujas, sino a personas que, en cambio, participaban en comportamientos mucho menos riesgosos. Esto ocurrió en un contexto en el que los gobiernos regionales estaban presionando a los pacientes hacia versiones genéricas de tratamientos antirretrovirales contra el VIH y sida, y donde la educación sexual seguía siendo un tabú.
El primer año que Mariano Rajoy estuvo al frente del gobierno de España, entró en vigor el Real Decreto-Ley 12/2012 de 20 de abril. Esta ley cambió los derechos de acceso de los inmigrantes a la asistencia sanitaria en España. Antes tenían acceso a la sanidad pública independientemente de su situación migratoria, pero con el pretexto de ahorrar costes, la nueva ley decía que los inmigrantes no autorizados y los extranjeros no residentes solo podían recibir atención en caso de urgencia si eran menores de 18 años o mujeres embarazadas. La ley tuvo consecuencias negativas para las personas en situación irregular en España que tenían VIH y sida, ya que básicamente acabó con su capacidad de acceder al tratamiento del virus en la sanidad pública. Y a pesar de los argumentos aportados por el Gobierno, el cambio supuso poco ahorro de costes reales para el Estado español. A principios de 2022, la Comunidad de Madrid seguía negándose a proporcionar tratamiento sanitario a personas en situación irregular en España que padecían VIH y sida.
En 2019 se diagnosticaron 1.925 nuevos casos de VIH en España. De ellos, el 84,3% correspondía a hombres con una edad media de 36 años y el 15,7% a mujeres que tenían una edad media de 38 años.  En ese momento, el gobierno español no llevó a cabo ningún programa para prevenir la transmisión entre este grupo de edad, lo que hizo que el VIH fuera menos visible y aumentó el riesgo para las personas en este rango de edad debido a la falta de educación sobre el riesgo dirigido específicamente a ellos.
A principios de la década de 2020, el chemsex empezó a provocar un aumento de los casos de VIH en España.  Esto se debió en parte a las conductas sexuales de riesgo de los participantes, incluyendo múltiples parejas, y al uso ocasional de drogas psicoactivas por vía intravenosa.
En abril de 2023, el SERMAS fue condenado a pagar una indemnización de 150.000 euros a una mujer de 32 años como consecuencia de haber contraído el VIH el 18 de septiembre de 2018 a través de una aguja utilizada como contraste durante un TAC realizado en el Hospital Gregorio Marañón. Entre los pacientes que se sometieron a tomografías computarizadas en el mismo hospital, cinco habían contraído hepatitis C y tres VIH, uno el mismo día, uno el día anterior y otro el día después. 

## Prevención
Históricamente, casi no se ha realizado ninguna investigación sobre la eficacia de los programas de prevención del VIH del gobierno de España y los gobiernos regionales. Algunas campañas de prevención temprana del Ministerio de Sanidad de España demonizaron a las mujeres, mostrándolas como portadoras del virus, personas que podrían transmitir el virus a bebés y a hombres sin saberlo.
De 1989 a 2003, los únicos tipos de campañas de prevención del VIH y sida utilizadas por el Ministerio de Sanidad fueron campañas de carteles.  Esto empezó a cambiar en 2004 cuando se empezaron a incluir folletos, infografías y banners en sus campañas. A partir de 2011, el Ministerio de Sanidad integró las redes sociales en sus programas de prevención del VIH y sida, utilizando principalmente Facebook y YouTube.  A partir de 2016 utilizaron WhatsApp como parte de sus campañas y agregaron Twitter en 2017.
A partir de 1993, el gobierno español quiso intentar eliminar elementos potencialmente racistas y homofóbicos de sus programas y campañas de prevención del VIH.  En consecuencia, cambiaron a campañas más generales que no mencionaban específicamente a los grupos de riesgo con tanta frecuencia y, en cambio, se centraban en las acciones del individuo. A pesar de las buenas intenciones, esto tuvo el efecto de marginar aún más a esos grupos porque hizo que estas poblaciones y sus necesidades específicas fueran invisibles en esas campañas.
Hubo campañas del Ministerio de Sanidad dirigida a jóvenes entre 1989 y 2018. En el mismo período, hubo dos campañas dirigidas a prostitutas, una en 2002 y otra en 2003; hubo dos campañas dirigidas a inmigrantes, una en 2009 y otra en 2010.
Las mujeres fueron en gran medida excluidas de las campañas de prevención del VIH dirigidas por el Ministerio de Sanidad durante las décadas de 2000, 2010 y 2010, excepto en un sentido conservador de ser parte de relaciones heterosexuales con hombres. Ninguna de las campañas del gobierno español dirigidas a la población general en Facebook o YouTube a principios de 2020 contempla la posibilidad de que las mujeres tengan sexualidades alternativas o sean susceptibles de contraer el virus por otras vías de transmisión distintas al sexo heterosexual.
La Consejería de Salud de La Rioja en 2006 estaba trabajando en una programación de prevención del sida, con cuatro grandes programas para combatir el virus. Estos programas incluían un programa de prevención de drogas para padres, y otro dirigido a los jóvenes como parte de esfuerzos más amplios en torno a programas de desarrollo personal y social que se llevaban a cabo en las escuelas de la región. Un tercero implicaba promover el uso de condones entre la población en general. El cuarto fue un programa gratuito y confidencial destinado a prevenir la propagación de infecciones de transmisión sexual (ITS) entre las prostitutas de la región.
Si bien las campañas iniciales eran únicamente en español, a partir de 2007 las campañas se volvieron multilingües o se realizaron en varios idiomas al mismo tiempo.  Entre ellas se encontraban las otras lenguas cooficiales de España, el francés, el inglés y el árabe.
Las campañas de prevención del VIH y sida y los esfuerzos para aumentar las prácticas sexuales seguras entre las lesbianas en España han tenido un éxito limitado. Alrededor del 4,7% de las españolas que mantenían relaciones sexuales con otras mujeres utilizaban protectores dentales al practicar el cunnilingus y sólo el 5,2% utilizaban uno al realizar el anilingus. Las mujeres que tenían relaciones sexuales con otras mujeres tenían muchas más probabilidades de usar condón cuando practicaban penetración vaginal o anal (37,1 y 37,8% respectivamente).
El gobierno español utilizó Facebook y YouTube para promover la prevención del VIH. Estos programas estaban dirigidos en gran medida a hombres homosexuales, jóvenes y población en general.  Las mujeres como grupo de riesgo fueron en gran medida excluidas de estas campañas.

## La situación según los grupos de riesgo

### Mujeres
En la primera parte de la crisis no se estudió la situación de las mujeres con sida en España. Una mujer fue detectada con sida en 1982, ninguna en 1983 y sólo en 1984 aparecieron casos. Una mujer murió de sida en 1985. De 1982 a 1985, el porcentaje de todas las víctimas del sida que eran mujeres fue inferior al 10%. Esto empezó a cambiar.  En 1986, las mujeres representaban el 17,9% de todos los casos, el 17,6% en 1987 y el 17,5% en 1988. Luego la tasa cayó, en parte porque las mujeres tardaron más en ser diagnosticadas con VIH y sida, ya que rara vez se sospechaba tal como se consideraba como una enfermedad masculina donde la principal preocupación eran los hombres.
La prevención del VIH entre las mujeres, los planes de tratamiento adaptados a las necesidades específicas de las mujeres, la investigación relacionada con las mujeres y el VIH, la investigación relacionada con las mujeres embarazadas y el VIH y el sida, y las campañas generales sobre el VIH relacionadas con las mujeres quedaron por detrás de las dirigidas a los hombres en España. Esto se debió en gran parte a la presión de los hombres homosexuales que no querían que las mujeres fueran una distracción para lo que consideraban sus necesidades más urgentes, y al machismo y sexismo en general en España, que consideraba que la salud de las mujeres no era vista como algo tan importante como la de los hombres, y las mujeres eran vistas como portadoras del virus en lugar de víctimas del mismo.
Hubo pocas campañas dirigidas a mujeres entre 1989 y 2019. Cuando se mencionaba a las mujeres, solía ser como parte de campañas generales. De las 44 campañas llevadas a cabo por el Gobierno de España en ese periodo, sólo una se centró en las mujeres y versaba más sobre la necesidad de que las mujeres fueran parte igualitaria de la lucha contra el VIH y sida que sobre la salud y la prevención entre mujeres. Hubo una campaña del Ministerio de Sanidad dirigida a mujeres entre 1989 y 2018. Tuvo lugar en 2004.
En España, las mujeres a las que se les diagnostica VIH han estado expuestas a un mayor riesgo de sufrir violencia de género, desde que empezaron a aparecer casos entre mujeres a principios de los 80.  Esto suele ir acompañado de un aumento del abuso psicológico en general como resultado del estigma asociado y la discriminación por tener VIH.
Durante las décadas de 1980 y 1990, las lesbianas y sus necesidades fueron ignoradas en España. Cuando necesitaban ayuda, no podían recurrir a los grupos LGBT, sino que tenían que recurrir a los Comités Ciudadanos Anti-sida que los grupos LGBT suponían que les ayudarían. Cuando las lesbianas de este período contrajeron VIH y sida como resultado de que mujeres tuvieran relaciones sexuales con mujeres, el gobierno catalogó la fuente de transmisión como desconocida.
Desde principios de la epidemia y hasta la década de 2000, las mujeres fueron tratadas en gran medida no como víctimas del VIH y sida sino como vectores de transmisión. En la epidemia de VIH y sida, las mujeres en gran medida no fueron tratadas como personas. Uno de los vectores comunes de transmisión del VIH entre las mujeres, y específicamente entre las lesbianas como subgrupo, es el uso de drogas intravenosas y la agresión sexual por parte de hombres. En el caso de las mujeres, incluidas las que se identificaban como lesbianas pero que en ocasiones tenían relaciones sexuales con hombres, el sexo heterosexual fue otro vector de transmisión.
Desde finales de los años 1980, a las lesbianas en España se les ha dicho que los protectores dentales son una forma eficaz de prevenir la transmisión de ITS, incluido el VIH, cuando una mujer realiza o recibe cunninglus o anilingus. No existen barreras dentales ni otros métodos de barrera aprobados en España para prevenir la transmisión de ITS, incluido el VIH, de una mujer a otra durante el cunninglus o el anilingus. En España no se han realizado estudios sobre la eficacia del uso de protectores dentales para prevenir la transmisión. La situación de las lesbianas no mejoró en los años 2000 ni en los años 2010. El sexismo, la homofobia y, en particular, la lesbofobia significaron que los grupos de activistas y el gobierno español hicieron pocos esfuerzos para investigar las prácticas sexuales lésbicas y sus riesgos de VIH, y cómo prevenirlas de mujer a mujer. 
En 1990, España tenía una de las tasas más altas de VIH entre mujeres. Esto se debió en parte a que el consumo de drogas intravenosas era uno de los principales métodos de transmisión en España.1996 fue el año con mayor número de muertes en España de mujeres por VIH y sida, con 1 137 muertes. Al año siguiente, hubo 555 muertes. El número cayó a 300 hasta 2002, cuando cayó por debajo de 300 por primera vez desde 1990. A finales de la década de 2000, solo habría 207 muertes de mujeres relacionadas con el sida. 2006 fue otro año decisivo para las mujeres españolas en lo que respecta al VIH y sida. Por primera vez, el número de diagnósticos de VIH fue mayor que el número de casos de sida. El 11% de todos los nuevos diagnósticos de VIH en España en 2021 correspondieron a mujeres. La tasa de VIH en 2021 fue de 1,3 nuevos casos de VIH por cada 100.000 mujeres. Esto se compara con una tasa de 1,6 nuevos casos de VIH por cada 100 000 mujeres en la región europea de la OMS el mismo año.

### Menores
En comparación con otros países europeos, España tenía una tasa relativamente alta de casos de sida pediátrico en los años 1980. Esto se debió en gran medida a la alta tasa de embarazo entre mujeres que consumían drogas intravenosas, junto con las bajas tasas de aborto como resultado de las restrictivas leyes de aborto de España. 
Entre 1983 y 1989 se produjeron en España 135 casos de sida pediátrico. 43 fueron resultado de transfusiones y hemofilia. Los 83 restantes fueron resultado de madre a feto. El 55% de las madres contrajeron el sida como resultado del uso de drogas intravenosas, mientras que el 9% contrajo el sida como resultado de relaciones sexuales heterosexuales. En 1990, España tenía una de las tasas de casos pediátricos de VIH más altas de Europa.
La Unidad de VIH pediátrica del Hospital Carlos III fue creada en 1987. El propósito de la unidad era ayudar a mujeres embarazadas, madres primerizas, bebés y niños pequeños con VIH y sida. Brindaron asesoramiento a mujeres embarazadas con VIH, realizaron diagnóstico precoz en lactantes y atendieron casos pediátricos.En 2002, el Centro Sandoval de Madrid puso en marcha un programa dirigido a mujeres embarazadas que padecían VIH. Más de 300 mujeres con VIH utilizaron la clínica durante sus embarazos hasta noviembre de 2021, tuvieron partos naturales y no transmitieron el virus a su bebé. Algunas mujeres con VIH que utilizaron el programa del Centro Sandoval de Madrid tuvieron dos, tres o incluso cuatro hijos sin transmitir el virus a su descendencia.
La Secretaría sobre el Plan Nacional sobre el sida (SPNS), el Grupo de Estudio de sida (GEsida), la Sociedad Española de Ginecología y Obstetricia (SEGO) y la Asociación Española de Pediatría (AEP) desarrollaron un plan de 36 puntos para reducir la tasa de transmisión del VIH de la madre al feto durante el embarazo en 2007. Este plan ayudó a llevar la tasa de transmisión de alrededor del 15% al 2% en un corto período de tiempo cuando el plan se implementó por completo.

### Consumidores de drogas intravenosas
Los consumidores de drogas intravenosas fueron el grupo con mayor probabilidad de contraer sida durante la primera década de la crisis del sida, y representaron más de dos tercios de los casos de sida en los primeros años de la epidemia. También eran un grupo, como las mujeres, que recibía muy poca atención a la hora de centrarse en la divulgación, la prevención y el apoyo. En parte, esto se debió a que eran un grupo marginado y estigmatizado donde muchos españoles creían que sus acciones atraían el virus sobre ellos mismos. También fue en parte porque no tenían un grupo de defensa. Además, también se debió a que el sida a nivel internacional se descubrió por primera vez entre hombres homosexuales, un grupo que, en comparación, la sociedad española encontraba muy fácil de estigmatizar. La situación relacionada con los consumidores de drogas intravenosas fue tan poco comprendida tanto por los políticos como por la población en general que muchos se sorprendieron genuinamente de que fuera el consumo de drogas intravenosas y no la actividad homosexual masculina el principal vector de transmisión en España.
El sarcoma de Kaposi tenía una tasa de mortalidad mucho más baja que la de otros grupos de riesgo, especialmente los hombres homosexuales. Esto se debió en parte a que este grupo incluía a muchas más mujeres, que también tenían una tasa de mortalidad más baja que los hombres, y a que sólo alrededor del 2% de los consumidores de drogas intravenosas contrajeron el sarcoma de Kaposi. El sarcoma de Kaposi fue particularmente letal entre los hombres que contrajeron sida. Hubo solo una campaña del Ministerio de Sanidad dirigida a consumidores de drogas intravenosas entre 1989 y 2018. Tuvo lugar en 1996.

### Población carcelaria
A finales de la década de 1980, la tasa de mortalidad de los presos con sida oscilaba entre el 10 y el 15%. A finales de los años 80, las muertes relacionadas con el sida representaban alrededor de la mitad de todas las muertes en las prisiones españolas. La tasa estimada de sida en las cárceles españolas en ese período llegaba al 50%. En 1989, el 48% de todos los presos de algunas prisiones madrileñas tenía sida por la alta tasa de consumo de drogas intravenosas entre los presos.  Se estima que alrededor del 30% de la población carcelaria en España, 9 000 reclusos en total, eran VIH positivos en 1990. Compartir agujas era común en las cárceles españolas, ya que ayudaba a fomentar un sentido de solidaridad entre los reclusos consumidores de drogas.

### Prostitutas
Hubo dos campañas dirigidas a las prostitutas, una en 2002 y otra en 2003, por el Ministerio de Sanidad entre 1989 y 2018.

### Hombres homosexuales
Históricamente, la homosexualidad masculina ha sido fuertemente reprimida en España. Durante el período franquista, el nivel de represión homosexual masculina era tal que los homosexuales a menudo eran enviados a campos de concentración. Esto significó que al principio de la epidemia no había una comunidad fuerte de activistas masculinos por los derechos de los homosexuales como en otros países. La falta de una voz fuerte y organizada por parte de los activistas por los derechos de los homosexuales significó que era más fácil suprimir esas voces cuando se encontraron con una oposición mejor organizada, como la Iglesia Católica.
A pesar de la gran atención que la sociedad prestó a los hombres homosexuales y su conexión con el sida, la actividad sexual entre hombres no fue el principal vector de transmisión en España: lo fue el uso de drogas intravenosas. Algunos políticos españoles de la década de 1980 se sorprendieron al saber que la actividad homosexual masculina no era el principal vector de transmisión en España.
Los hombres homosexuales murieron en mayor proporción que los consumidores de drogas intravenosas y las mujeres durante la década de 1980. Esto se debió en gran medida a que la mayoría de los hombres homosexuales diagnosticados con sida fueron diagnosticados después de contraer el sarcoma de Kaposi, y un tercio de los hombres homosexuales fueron diagnosticados por esa vía. El sarcoma de Kaposi tiende a afectar más a los hombres y a ser más letal para los hombres cuando lo contraen. Por el contrario, sólo alrededor del 2% de los consumidores de drogas intravenosas contrajeron el sarcoma de Kaposi. Durante la década de 1980, el riesgo de sida no cambió los comportamientos sexuales ni de los hombres homosexuales ni de los hombres heterosexuales.
Entre 1989 y 2018, el Gobierno de España llevó a cabo 44 campañas relacionadas con el VIH y el sida.  La mayoría de las campañas se centraron en la población general, siendo el segundo mayor foco en los hombres homosexuales. Hubo ocho campañas del Ministerio de Sanidad dirigidas a hombres que tuvieron sexo con hombres entre 1989 y 2018. Tuvieron lugar en 2006, 2007, 2008, dos en 2009, 2010, 2011 y 2015.

## Activismo
A finales de los 80 y principios de los 90, la mayor parte del activismo en torno al VIH y sida estaba liderado por hombres. Esto se debió en gran parte a que tenían más probabilidades de tener VIH y sida y, a menudo, podían argumentar con éxito que había que centrarse en las vidas de los hombres y que en consecuencia el activismo debería estar dirigido por hombres.
La relación entre gais y lesbianas se fracturó tras la derogación de la LPRS, y las activistas lesbianas con sede en Madrid se convirtieron en feministas radicales que empezaron a centrar los derechos de las mujeres en su activismo lésbico. Al mismo tiempo, la misoginia y el patriarcado del movimiento por los derechos de los homosexuales por parte de hombres homosexuales también impidieron que gais y lesbianas trabajaran entre sí. Pese a ello, en algunos casos las fracturas entre ambos grupos comenzó a sanar a raíz de la epidemia de VIH y sida en la ciudad. Algunos miembros del grupo de derechos de los homosexuales existentes en ese momento eran conservadores y estaban preocupados por la creciente homofobia en España; se negaron a realizar activismo público para evitar una mayor homofobia. En consecuencia, las lesbianas eran los miembros del grupo LGTB con mayor probabilidad de trabajar con grupos anti-sida en activismo y esfuerzos de prevención relacionados con el VIH y el sida. A diferencia de las organizaciones contra el sida en países como Estados Unidos, estos grupos en Madrid y España procedían en su mayoría de organizaciones pediátricas y que trabajaban en temas relacionados con el abuso de drogas.  Un ejemplo de activismo conjunto entre estos grupos fue la marcha del Orgullo de 1986 en Madrid, convocada conjuntamente por el Colectivo de Feministas Lesbianas de Madrid y el Grupo Anti-sida.   El giro del activismo homosexual masculino en Madrid no se produciría hasta septiembre de 1986 y estuvo liderado por COFLHEE.  El surgimiento de COGAM y sus diferentes políticas cambiaría aún más el activismo masculino gay en torno al VIH y sida en la ciudad en la década de 1990.
Una de las formas de activismo contra el VIH y sida que emprendieron las lesbianas a principios de la década de 1990 implicó la producción de obras de arte, influenciada por la ginocrítica que se estaba produciendo en ese momento. Si bien la teoría y las prácticas feministas anglosajonas se habían involucrado en el arte ginocrítico como medio para el activismo y la discusión antes de esto, la comunidad lésbica española desconocía en gran medida esas teorías y prácticas. Cabello/Carceller, artistas que fueron miembros fundadoras del colectivo lésbico LSD, fueron algunas de los principales participantes de este movimiento. Una de sus obras fue Ya no me importa tu mirada, realizada en 1994. La filosofía de estos artistas era la que buscaba romper con la máxima lacaniana de que "la mirada del otro produce mi identidad por reflexión, a través de ella sé quién soy y en eso juego narcisista me constituyo desde fuera". Para las lesbianas, este activismo artístico en torno al VIH y el sida ayudó a revelar desigualdades más amplias en la sociedad española entre hombres y mujeres, especialmente en lo que se refiere al virus. 
Alrededor de 2020, el Movimiento Marika Madrid fue formado por un grupo de hombres homosexuales con la esperanza de continuar el legado de La Radical Gai. Esta vez, no fueron explícitamente homosexuales en su activismo, sino que adoptaron una perspectiva transfeminista. El grupo hizo carteles y realizó otras actividades en torno al activismo contra el VIH y sida. Las imágenes que utilizaron fueron explícitamente masculinas, sin iconografía femenina. Al mismo tiempo que esto ocurrió, no surgió ningún grupo lésbico similar como legado de LSD. Las razones de esto probablemente se debieron a que las lesbianas se habían vuelto nuevamente invisibles en la vida política española y dentro de las comunidades queer de Madrid. No existían grupos de lesbianas que abogaran por las lesbianas con VIH y sida a principios de la década de 2020.

## Estadísticas
El seguimiento del VIH y el sida comenzó en marzo de 1983. En la década de 1980, el 4,8% de todos los casos no tenían una causa conocida.Las metodologías de recopilación de datos sobre el sida en la década de 1980 eran profundamente defectuosas, especialmente cuando se trataba de datos de prevalencia entre la población. Esto se debió a que al calcular la tasa de sida basada en millones de habitantes vivos, se contabilizaron tanto las personas que vivían con sida como las que fallecieron a causa del sida. Al utilizar esta metodología para compilar estas cifras se supuso que las personas con sida iban a morir, por lo que contarlas entre los muertos tenía sentido.
También existía un elemento político en la recopilación de datos y el orden en que aparecían los vectores de transmisión en los documentos. El sexo homosexual masculino casi siempre figuraba en primer lugar, a pesar de no ser el principal vector de transmisión del virus. El sexo heterosexual casi siempre ocupó el último lugar en la lista de vectores de transmisión a pesar de ser la cuarta vía de transmisión principal.
El Ministerio de Sanidad estima que entre un 25 y un 30% de las personas infectadas con VIH no lo sabe. Según el informe Vigilancia Epidemiológica del VIH y sida en España 2023, publicado el 20 de noviembre de 2024 por el Centro Nacional de Epidemiología del Instituto de Salud Carlos III,  la tasa global de nuevos diagnósticos de VIH en España se encontraba en niveles similares a los de otros países de Europa, aunque siendo superior a la media de la Unión Europea.Las mujeres y personas mayores son quienes seguían recibiendo diagnósticos más tardíos, lo que implica que la enfermedad avance considerablemente antes de recibir el diagnóstico. La vía de transmisión principal fue la sexual, habiéndose producido un descenso considerable en los consumidores de drogas intravenosas y las personas heterosexuales, y no así en los hombres homosexuales, en el periodo comprendido entre 2013 y 2023.